# Копейк-Лейк (Нью-Йорк)
Копейк-Лейк (англ. Copake Lake) — переписна місцевість (CDP) в США, в окрузі Колумбія штату Нью-Йорк. Населення — 767 осіб (2020).

## Географія
Копейк-Лейк розташований за координатами 42°8′25″ пн. ш. 73°35′48″ зх. д. / 42.14028° пн. ш. 73.59667° зх. д. (42.140365, -73.596698).  За даними Бюро перепису населення США в 2010 році переписна місцевість мала площу 26,71 км², з яких 24,63 км² — суходіл та 2,08 км² — водойми.

## Демографія
Згідно з переписом 2010 року, у переписній місцевості мешкали 823 особи в 330 домогосподарствах у складі 225 родин. Густота населення становила 31 особа/км².  Було 815 помешкань (31/км²).
Расовий склад населення:
| - 97,6 % — білих - 0,5 % — чорних або афроамериканців - 0,4 % — корінних американців - 0,4 % — азіатів |

До двох чи більше рас належало 0,6 %. Частка іспаномовних становила 2,8 % від усіх жителів.
За віковим діапазоном населення розподілялося таким чином: 18,2 % — особи молодші 18 років, 65,9 % — особи у віці 18—64 років, 15,9 % — особи у віці 65 років та старші. Медіана віку мешканця становила 46,9 року. На 100 осіб жіночої статі у переписній місцевості припадало 105,2 чоловіків;  на 100 жінок у віці від 18 років та старших — 102,1 чоловіків також старших 18 років.
Середній дохід на одне домашнє господарство  становив 73 418 доларів США (медіана — 68 125), а середній дохід на одну сім'ю — 77 740 доларів (медіана — 80 221). За межею бідності перебувало 9,3 % осіб, у тому числі 15,0 % дітей у віці до 18 років та 0,0 % осіб у віці 65 років та старших.
Цивільне працевлаштоване населення становило 234 особи. Основні галузі зайнятості: освіта, охорона здоров'я та соціальна допомога — 29,1 %, науковці, спеціалісти, менеджери — 22,6 %, роздрібна торгівля — 18,4 %.